# (20) Массалия
(20) Масса́лия (лат. Massalia) — астероид главного пояса, который принадлежит к светлому спектральному классу S и возглавляет одноимённое семейство. Он был открыт 19 сентября 1852 года итальянским астрономом Аннибале де Гаспарисом в обсерватории Каподимонте и назван греческим именем французского города Марсель. Это первый астероид, название которого не связано с античной мифологией.

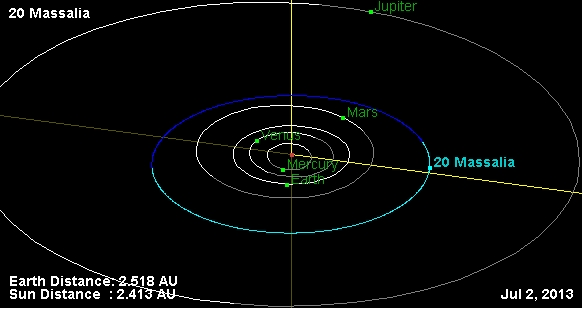
Орбита астероида Массалия и его положение в Солнечной системе

Астероид является крупнейшим представителем и родоначальником семейства Массалии: все остальные астероиды этого семейства, вероятно, являются фрагментами этого астероида, выброшенными в результате его столкновения с другим телом.
Поскольку он принадлежит к классу S, его поверхность богата породами с высоким содержанием различных силикатов. Кроме того, возможно, что это тело имеет твёрдую поверхность с относительно небольшим количеством обломочного материала на поверхности, что является большой редкостью для тела подобного размера. Как правило, все астероиды, за исключением самых больших (более 400 км), покрыты довольно толстым слоем пыли и камней, образовавшихся в результате столкновения с другими астероидами, или и вовсе представляют собой так называемую груду щебня, совокупность не связанных механически между собой обломков, разрушенного ранее астероида.
В 1998 году J. Bange по возмущениям со стороны астероидов (4) Веста и (44) Ниса оценил массу Массалии как равную 5,2⋅1018 кг. Анализ кривых блеска позволил определить период астероида в 8 часов 6 минут и оценить наклон оси вращения примерно в 45 градусов.
Поиск возможных спутников и следов пыли на орбите данного астероида, проведённые 1988 году с помощью телескопа UH88 в обсерватории Мауна-Кеа никаких результатов не дали